# Symphysodon neckeroides
Symphysodon neckeroides är en bladmossart som beskrevs av Frans François Dozy och Molkenboer 1844. Symphysodon neckeroides ingår i släktet Symphysodon och familjen Pterobryaceae. Inga underarter finns listade i Catalogue of Life.